# Sequência de Van der Corput
Uma sequência de van der Corput é uma sequência de baixa discrepância no intervalo unitário, publicada em  1935 pelo matemático neerlandês Johannes van der Corput.  Ela é construída pela inversão da representação na base n da sequência dos números naturais positivos (1, 2, 3, …).  Por exemplo, para base 10, a sequência de van der Corput começa com:
0.1, 0.2, 0.3, 0.4, 0.5, 0.6, 0.7, 0.8, 0.9, 0.01, 0.11, 0.21, 0.31, 0.41, 0.51, 0.61, 0.71, 0.81, 0.91, 0.02, 0.12, 0.22, 0.32, …
enquanto que, na base 2, a sequência de van der Corput começa com:
0.12, 0.012, 0.112, 0.0012, 0.1012, 0.0112, 0.1112, 0.00012, 0.10012, 0.01012, 0.11012, 0.00112, 0.10112, 0.01112, 0.11112, …
ou, equivalentemente:
{\displaystyle {\frac {1}{2}},{\frac {1}{4}},{\frac {3}{4}},{\frac {1}{8}},{\frac {5}{8}},{\frac {3}{8}},{\frac {7}{8}},{\frac {1}{16}},{\frac {9}{16}},{\frac {5}{16}},{\frac {13}{16}},{\frac {3}{16}},{\frac {11}{16}},{\frac {7}{16}},{\frac {15}{16}},\ldots }
Os elementos da sequência de van der Corput (em qualquer base) formam um conjunto denso no intervalo unitário; em particular, para todo número real r em [0, 1] existe uma subsequência da sequência de van der Corput que converge para r. Os números da sequência estão uniformemente distribuídos sobre o intervalo unitário.

## Implementação
Na linguagem de programaçao R, a sequência de van der Corput para a base 2 é gerada por runif.halton(n, 1), como um caso particular da sequência de Halton.

## References
- J. G. van der Corput, Verteilungsfunktionen. Proc. Ned. Akad. v. Wet., 38:813–821, 1935.